# Paullinia tenuifolia
Paullinia tenuifolia är en kinesträdsväxtart som beskrevs av Standley och Macbride. Paullinia tenuifolia ingår i släktet Paullinia och familjen kinesträdsväxter. Inga underarter finns listade i Catalogue of Life.